# イアン・ブレマー
イアン・ブレマー（Ian Bremmer、1969年11月12日 - ）は、アメリカの政治学者、コンサルティング会社ユーラシアグループ社長。

## 経歴
テュレーン大学を優秀な成績で卒業（magna cum laude）。1994年、スタンフォード大学で修士号および博士号取得（旧ソ連研究）。スタンフォード大学フーバー研究所研究員を経て、1997年からワールドポリシー研究所上級研究員。1998年に28歳でユーラシアグループをニューヨークに設立した。また、コロンビア大学でも教鞭をとっている。英語の他、ロシア語を流暢に話し、フランス語も読解が可能である。
著書の中で、有力な指導者のいない世界としてGゼロを提唱している。

## 著書
- The J Curve: A New Way to Understand Why Nations Rise and Fall（英語版）, Simon & Schuster, 2006.
- The end of the free market: who wins the war between states and corporations?, Portfolio, 2010.
  - 『自由市場の終焉：国家資本主義とどう闘うか』有賀裕子訳、日本経済新聞出版社、2011年
- Every nation for itself: winners and losers in a G-zero world, Portfolio/Penguin, 2012.
  - 『「Gゼロ」後の世界：主導国なき時代の勝者はだれか』北沢格訳、日本経済新聞出版社、2012年
- Superpower: three choices for America's role in the world, Portfolio/Penguin, 2015.
  - 『スーパーパワー：Gゼロ時代のアメリカの選択』奥村準訳、日本経済新聞出版社、2015年
- Us vs. Them: The Failure of Globalism, Portfolio/Penguin, 2018.
  - 『対立の世紀：グローバリズムの破綻』奥村準訳、日本経済新聞出版社、2018年
- The Power of Crisis: How Three Threats--And Our Response--Will Change The World, Simon and Schuster, 2022.
  - 『危機の地政学 - 感染爆発、気候変動、テクノロジーの脅威』稲田誠士訳、日本経済新聞出版社、2022年

### 共著
- The fat tail: the power of political knowledge for strategic investing, with Preston Keat, Oxford University Press, 2009.
- ジョセフ・ナイ、ハビエル・ソラナらとの共著『新アジア地政学』土曜社[2]、2013年
- 御立尚資との共著『ジオエコノミクスの世紀：Gゼロ後の日本が生き残る道』日本経済新聞出版社、2015年

### 編著
- Nation and politics in the Soviet successor states, co-edited with Ray Taras, Cambridge University Press, 1993.
- New states, new politics: building the post-Soviet nations, co-edited with Ray Taras, Cambridge University Press, 1997.
- Managing strategic surprise: lessons from risk management and risk assessment, co-edited with Paul Bracken and David Gordon, Cambridge University Press, 2008.

## 出演
- ETV特集「ウクライナ侵攻が変える世界 私たちは何を目撃しているのか　海外の知性に聞く」（2022年4月22日、NHK Eテレ）[3]